# Gérard Mulumba
Gérard Mulumba Kalemba (ur. 8 lipca 1937 w Kananga, zm. 15 kwietnia 2020 w Kinszasie) – duchowny rzymskokatolicki z Demokratycznej Republiki Konga, w latach 1989-2017 biskup Mweka.

## Życiorys
Święcenia kapłańskie przyjął 20 sierpnia 1967. 19 stycznia 1989 został prekonizowany biskupem Mweka. Sakrę biskupią otrzymał 9 lipca 1989. 18 lutego 2017 przeszedł na emeryturę.
Zmarł 15 kwietnia 2020 na COVID-19.